# Parafia Podwyższenia Krzyża Świętego w Goworowie
Parafia pw. Podwyższenia Krzyża Świętego w Goworowie – rzymskokatolicka parafia należąca do dekanatu Różan, diecezji łomżyńskiej, metropolii białostockiej. Parafię prowadzą księża diecezjalni.

## Historia
Parafia została erygowana około 1315.  

## Miejsca święte

### Kościoły filialne i kaplice
- Kościół pw. Miłosierdzia Bożego w Kruszewie
- Kościół pw. Najświętszej Maryi Panny Wspomożenia Wiernych w Suchcicach
- Kaplica pw. Najświętszej Maryi Panny Królowej Pokoju w Suchcicach

## Obszar parafii

### Miejscowości i ulice
W granicach parafii znajdują się miejscowości:

- Goworowo,
- Bobin,
- Brzeźno,
- Brzeźno-Kolonię,
- Cisk,
- Czarnowo,
- Damięty,
- Daniłowo,
- Dąbrówka,
- Gierwaty,
- Goworówek,
- Grabowo,
- Grodzisk Mały,
- Jawory-Podmaście,
- Jawory Stare,
- Jawory-Wielkopole,
- Kaczkę,
- Kruszewo,
- Lipiankę,
- Ludwinowo,
- Nogawki,
- Pasieki,
- Pokrzywnicę,
- Ponikiew Dużą,
- Ponikiew Małą,
- Rębisze-Działy,
- Rębisze-Kolonię,
- Rębisze-Parcele,
- Struniawy,
- Suchcice,
- Szczawin,
- Wólkę Brzezińską
- Żabin.

## Duszpasterze

### Proboszczowie
- ks. Szczepan, syn Włóczka z Płońska (do 1431)[1]
- ks. Mikołaj, syn Mścisława z Imielina (od 1431)[1]
- ks. Jan, syn Abraham z Krośni (1474-79)[1]
- ks. Bartłomiej z Kaczyna (1479-1493)[2][1]
- ks. Mikołaj z Szelig (1493-1500)[1]
- ks. Gothard z Kargoszyna (1500-1530)[1]
- ks. Wojciech Lawecki (po 1530)[1]
- ks.  Mateusz Grączki (Grądzki/Grącki?; 1555)
- ks. Stanisław Pęcherski/Pęcharski (1558)[1]
- ks. Wojciech Duchnowski (1616)
- ks. Bartłomiej Gawłowicki (1682)
- ks. Michał Latyczowski (1696)
- ks. Jan Wojdner (do 1709)
- ks. Abraham Dawidis (od 1709)
- ks. Hasman (1761-1764)
- ks. Filip Komorowski (1764-1808)
- ks. Antoni Lipka (1808-1810)
- ks. Żabieński (1810-1812)
- ks. Teodor Offmański (1812-1834)
- ks. Walenty Gornowski (1835-1859)

- ks. Antoni Grodzki (1860-1887)
- ks. Antoni Brykczyński, 1887–1913
- ks. Leon Gościcki, 1919–1948
- ks. Stanisław Dulczewski, 1948–1970
- ks. Marian Jaroszek, 1970–1980
- ks. Stefan Płoski, 1980–1985
- ks. Stanisław Jakubiak, 1985–1996
- ks. Kazimierz Bartosiewicz, 1996–2005
- ks. Stanisław Siemion, 2005–2022[3]
- ks. Jerzy Kaczyński, od 2022